# Saison 2009-2010 de l'Olympiakós FC
Maillots
Chronologie
Saison précédente Saison suivante
Cette page présente les résultats de l'Olympiakos Le Pirée lors de la saison 2009-2010.

## Super League
| Date       | Journée | Match                        | Score | Position | Buteur                                                | Affluence |
| ---------- | ------- | ---------------------------- | ----- | -------- | ----------------------------------------------------- | --------- |
| 30/08/2009 | 1re     | Larissa - Olympiakos         | 0-2   |          | Leonardo 22e, Maresca 32e                             | 5 018     |
| 12/09/2009 | 2e      | Olympiakos - Kavala          | 0-0   |          |                                                       | 16 056    |
| 20/09/2009 | 3e      | PAOK - Olympiakos            | 1-2   |          | Diogo 40e, Papadopoulos 90e                           | 23 010    |
| 23/09/2009 | 3e      | AEK - Olympiakos             | 1-2   |          | Torosidis 43e, 55e                                    | 34 553    |
| 26/09/2009 | 5e      | Olympiakos - Panionios       | 1-0   |          | Zairi 18e                                             | 22 163    |
| 03/10/2009 | 6e      | Levadiakos - Olympiakos      | 0-3   |          | Oscar 5e, Dudu 29e (pen.), Diogo 40e                  | 3 222     |
| 17/10/2009 | 7e      | Olympiakos - Asteras Tripoli | 3-0   |          | Mellberg 35e, Mitroglou 53e, Zairi 67e                | 20 398    |
| 24/10/2009 | 8e      | Olympiakos - Ergotelis       | 2-1   |          | Mitroglou 38e, Dudu 85e                               | 21 254    |
| 31/10/2009 | 9e      | Atromitos - Olympiakos       | 0-1   |          | Oscar 80e                                             | 5 551     |
| 07/11/2009 | 10e     | Olympiacos - Iraklis         | 1-1   |          | Maresca 40e                                           | 20 415    |
| 21/11/2009 | 11e     | PAS Giannina - Olympiakos    | 2-2   |          | Żewłakow 23e, Mitroglou 80e                           | 7 500     |
| 29/11/2009 | 12e     | Olympiakos - Panathinaikos   | 2-0   |          | Mitroglou 45+1re, 54e                                 |           |
| 05/12/2009 | 13e     | Skoda Xanthi - Olympiakos    | 0-1   |          | Leonardo 31e                                          | 2 793     |
| 13/12/2009 | 14e     | Olympiakos - Panthrakikos    | 3-0   |          | Galletti 37e, Dudu 45e, 58e                           | 18 041    |
| 20/12/2009 | 15e     | Aris - Olympiakos            | 1-0   |          | hors buts                                             | 14 616    |
| 06/01/2010 | 16e     | Olympiakos - AEK             | 1-2   |          | Papadopoulos 27e                                      | 27 789    |
| 10/01/2010 | 17e     | Olympiakos - Larissa         | 2-1   |          | Maresca 37e, Galletti 40e                             | 19 327    |
| 24/10/2010 | 18e     | Kavala - Olympiakos          | 0-1   |          | hors buts                                             | 7 047     |
| 31/01/2010 | 19e     | Olympiakos - PAOK            | 0-1   |          | Derbyshire 7e                                         | 4 852     |
| 07/02/2010 | 20e     | Olympiakos - Levadiakos      | 5-1   |          | Mellberg 19e, Derbyshire 36e, 53e, Mitroglou 83e, 90e |           |
| 14/02/2010 | 21e     | Asteras Tripoli - Olympiakos | 1-3   |          | LuaLua 5e, 40e, Stoltidis 9e                          | 2 170     |
| 20/02/2010 | 22e     | Ergotelis - Olympiakos       | 1-1   |          | Torosidis 29e                                         | 7 298     |
| 28/02/2010 | 23e     | Olympiakos - Atromitos       | 2-0   |          | Derbyshire 18e, Mitroglou 90e                         | 21 866    |
| 07/03/2010 | 24e     | Iraklis - Olympiakos         | 1-0   |          | hors buts                                             | 5 470     |
| 13/03/2010 | 25e     | Olympiakos - PAS Giannina    | 2-2   |          | Derbyshire 38e, LuaLua 44e'                           | 15 969    |
| 21/03/2010 | 26e     | Panathinaikos - Olympiakos   | 0-1   |          | Derbyshire 68e                                        | 61 135    |
| 28/03/2010 | 27e     | Olympiakos - Skoda Xanthi    | 0-0   |          | hors buts                                             | 18 010    |
| 11/04/2010 | 28e     | Panthrakikos - Olympiakos    | 0-2   |          | Torosidis 11e, Mitroglou 29e                          | 2 554     |
| 18/04/2010 | 29e     | Olympiakos - Aris            | 2-1   | 2e       | Żewłakow 33e                                          | 14 217    |

| Pos | Club          | J  | V  | N | D | BM | DP | Diff. | Pts |
| --- | ------------- | -- | -- | - | - | -- | -- | ----- | --- |
| 1   | Panathinaikos | 29 | 21 | 4 | 4 | 53 | 17 | +36   | 67  |
| 2   | Olympiakos    | 29 | 18 | 7 | 4 | 45 | 17 | +28   | 61  |
| 3   | PAOK          | 29 | 14 | 8 | 7 | 41 | 31 | +10   | 50  |

## Coupe de Grèce
| Date       | Tour    | Match                     | Score | Buteur        |
| ---------- | ------- | ------------------------- | ----- | ------------- |
| 27/10/2009 | Ronde 4 | Panserraikos - Olympiakos | 3-1   | Mitroglou 66e |

## Ligue de Champions d'UEFA

### Troisième tour de qualification
| Date       | Match                          | Score | Buteurs                       | Affluence | Arbitre           |
| ---------- | ------------------------------ | ----- | ----------------------------- | --------- | ----------------- |
| 29/07/2009 | Slovan Bratislava - Olympiakos | 0-2   | Papadopoulos 2e, Leonardo 22e | 21 250    | Claudio Circhetta |
| 05/08/2009 | Olympiakos - Slovna Bratislava | 2-0   | Enzo Maresca 35e, Diogo 56e   | 26 137    | Konrad Plautz     |

### Barrage
| Date       | Match                         | Score | Buteurs                 | Affluence | Arbitre                  |
| ---------- | ----------------------------- | ----- | ----------------------- | --------- | ------------------------ |
| 18/08/2009 | Sheriff Tiraspol - Olympiakos | 0-2   | Dudu 46e, Mitroglou 81e | 12 500    | Martin Atkinson          |
| 26/08/2009 | Olympiakos - Sheriff Tiraspol | 1-0   | Mitroglou 82e           | 27 633    | Alberto Undiano Mallenco |

### Phase de groupe
| Date       | Match                       | Score | Position | Buteurs                        | Affluence | Arbitre                  |
| ---------- | --------------------------- | ----- | -------- | ------------------------------ | --------- | ------------------------ |
| 16/09/2009 | Olympiakos - AZ (Alkmaar)   | 1-0   |          | Torosidis 79e                  | 29 018    | Viktor Kassai            |
| 29/09/2009 | Arsenal - Olympiakos        | 2-0   |          | hors buts                      | 59 804    | Stéphane Lannoy          |
| 20/10/2009 | Olympiakos - Standard Liège | 2-1   |          | Mitroglou 43e, Stoltidis 90+3e | 29 889    | Pedro Proença            |
| 04/11/2009 | Standard Liège              | 2-0   |          | hors buts                      | 24 787    | Nicola Rizzoli           |
| 11/24/2009 | AZ (Alkmaar) - Olympiakos   | 0-0   |          | hors buts                      | 16 213    | Alberto Undiano Mallenco |
| 09/12/2009 | Olympiakos - Arsenal        | 1-0   |          | Leonardo 47e                   | 30 277    | Lucílio Batista          |

| Club           | J | V | N | D | BM | DP | Diff. | Pts |
| -------------- | - | - | - | - | -- | -- | ----- | --- |
| Arsenal FC     | 6 | 4 | 1 | 1 | 12 | 5  | +7    | 13  |
| Olympiakos     | 6 | 3 | 1 | 2 | 4  | 5  | −1    | 10  |
| Standard Liège | 6 | 1 | 2 | 3 | 7  | 9  | −2    | 5   |
| AZ Alkmaar     | 6 | 0 | 4 | 2 | 4  | 8  | −4    | 4   |

### Huitièmes de finale
| Date       | Match                 | Score | Buteurs       | Affluence | Arbitre              |
| ---------- | --------------------- | ----- | ------------- | --------- | -------------------- |
| 23/03/2010 | Olympiakos - Bordeaux | 0-1   | hors buts     | 29 773    | Howard Webb          |
| 17/03/2010 | Bordeaux - Olympiakos | 2-1   | Mitroglou 65e | 31 004    | Olegário Benquerença |

- Source[2]:

## Maillots
| Domicile | Exterieur | Troisième | Quatrième |  |